# Ode for St. Cecilia's Day
Ode for St. Cecilia's Day (HWV 76) är en kantat av Georg Friedrich Händel komponerad 1739 och hans andra tonsättning av den engelske poeten John Drydens dikt. Titeln på kantaten refererar till Sankta Cecilia, kyrkomusikens skyddshelgon. Temat är den pytagoreiska teorin om harmonia mundi, att musiken hade en central funktion vid världens skapelse. Premiären ägde rum den 22 november 1739 i teatern vid Lincoln's Inn Fields i London.
Ebenezer Prout har kommenterat olika aspekter på Händels instrumentatering av verket. Edmund Bowles har skrivit om Händels användning av timpani i verket.

## Satser
1. Overture: Larghetto e staccato—allegro—minuet
2. Recitativ (tenor): From harmony, from heavenly harmony
3. Kör: From harmony, from heavenly harmony
4. Aria (sopran): What passion cannot music raise and quell!
5. Aria (tenor) och kör: The trumpet's loud clangour
6. Marsch
7. Aria (sopran): The soft complaining flute
8. Aria (tenor): Sharp violins proclaim their jealous pangs
9. Aria (tenor): But oh! What art can teach
10. Aria (sopran): Orpheus could lead the savage race
11. Recitativ (sopran): But bright Cecilia raised the wonder higher
12. Stor kör med sopran: As from the power of sacred lays